# Adolf von Stählin

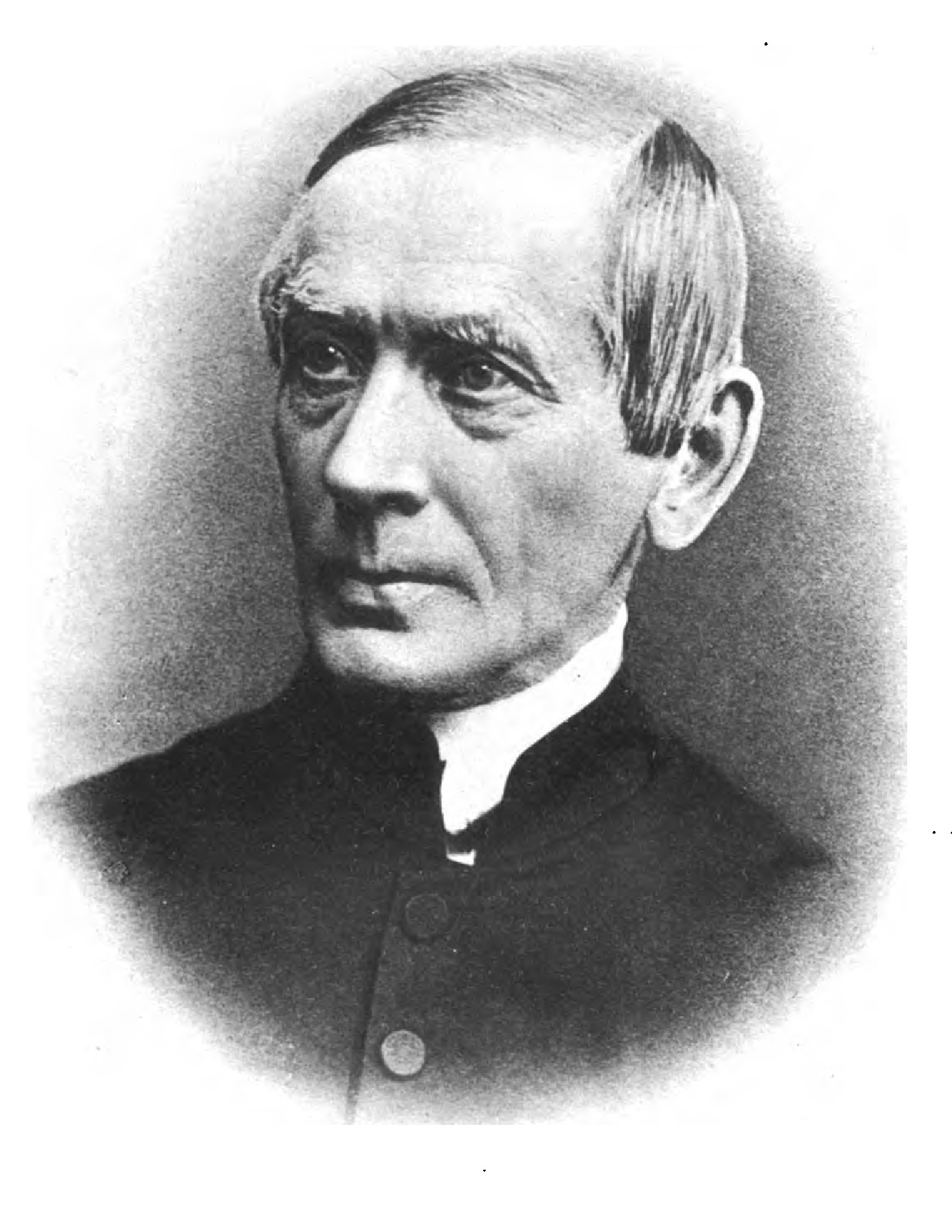
Adolf von Stählin, um 1886

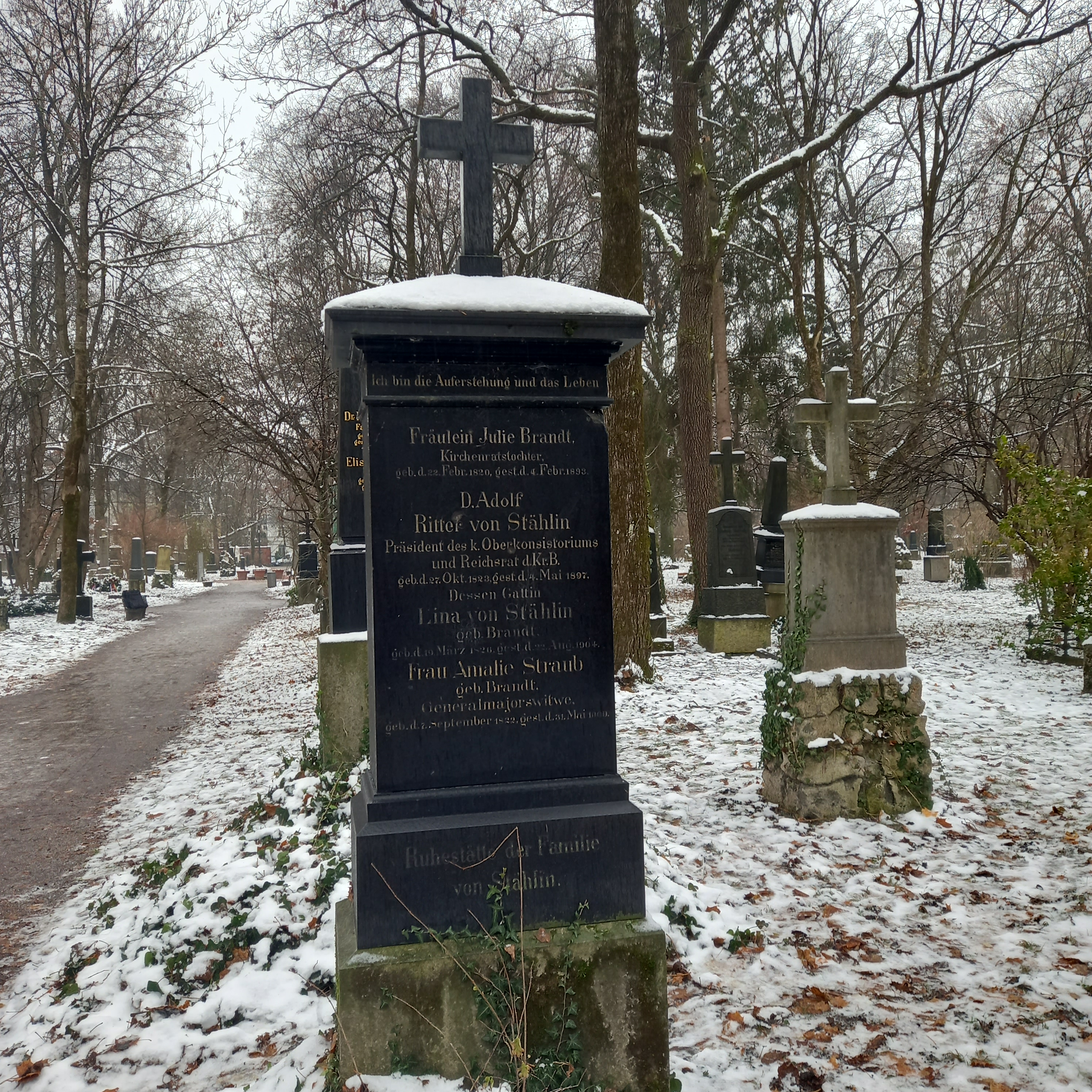
Das Grab von Adolf von Stählin und seiner Ehefrau Lina geborene Brandt im Familiengrab auf dem Alten Nördlichen Friedhof in München

Adolf Stählin, später Ritter von Stählin, (* 27. Oktober 1823 in Schmähingen; † 4. Mai 1897 in München) war Oberkonsistorialpräsident der Evangelisch-Lutherischen Kirche in Bayern.

## Leben
Stählin studierte in Erlangen von 1840 bis 1844 Evangelische Theologie und Philosophie. Während seines Studiums trat er im Wintersemester 1840/41 der christlichen Studentenverbindung Uttenruthia Erlangen bei. Er war 1847 Vikar in Ostheim und 1849 Vikar in Aha bei Gunzenhausen. Von 1850 bis 1866 war er Pfarrer in verschiedenen bayerischen Pfarreien, von 1866 bis 1879 Konsistorialrat in Ansbach und von 1879 bis 1883 Oberkonsistorialrat in München. Er erhielt 1880 die Ehrendoktorwürde der Theologischen Fakultät Erlangen. 1883 wurde er von König Ludwig II. zum Oberkonsistorialpräsidenten ernannt und bekleidete dieses Amt bis 1896.
Seine Predigten wurden vielfach gedruckt und fanden weite Verbreitung. Daneben befasste er sich auch mit kirchengeschichtlichen und kirchenrechtlichen Fragen, beispielsweise mit Justin dem Märtyrer (1880) und Philipp Melanchthon (1897).
Stählin war als ältestes von 14 Kindern des Pfarrers Martin Stählin (1781–1855) und der Ida Brack (1796–1885) Mitglied einer bekannten Theologen- und Gelehrtenfamilie. Eine seiner Schwestern war die Oberin von Neuendettelsau Therese Stählin, zu seinen Neffen gehören der Theologe und Bischof Wilhelm Stählin und der Altphilologe Otto Stählin.

## Schriften (Auswahl)
- Zur Schulreformfrage. Mit besonderer Berücksichtigung der Denkschrift des bayerischen Volksschullehrervereins, Nördlingen 1865.
- Das landesherrliche Kirchenregiment und sein Zusammenhang mit Volkskirchenthum, unter besonderer Berücksichtigung von Dr. Th. Harnacks Schrift „Die freie lutherische Volkskirche“, Leipzig 1871.
- Justin der Märtyrer und sein neuester Beurtheiler, Leipzig 1880.